# Nobuyuki Maejima
Nobuyuki Maejima er en japansk judoka. Han fik sølv ved VM i judo 1967 i Salt Lake City, da han blev slået i finalen i vægtklassen +93 kg af hollænderen Wim Ruska.
Ved de asiatiske mesterskaber i judo 1966 fik han to guldmedaljer i henholdsvis den åbne vægtklasse og i vægtklassen +80 kg. Ved begge finaler slog han landsmanden Osamu Sato.